# Alice de Warenne
 (Sussex, 15 giugno 1287 – 23 maggio 1338) fu una nobildonna inglese ed erede al titolo di contessa del Surrey, a diciotto anni andò in sposa a Edmund FitzAlan, IX conte di Arundel.

## Figlia e sposa
Alice de Warenne nacque il 15 giugno 1287 nel Surrey, unica figlia femmina di William de Warenne e di Joan de Vere, sei mesi dopo la morte del padre avvenuta in un incidente occorsogli durante una giostra il 15 dicembre 1286. Quando, nel 1304, venne a mancare suo nonno, Giovanni de Warenne, VI conte di Surrey il titolo andò al suo unico fratello John de Warenne (30 giugno 1286-giugno 1347) che divenne il VII conte del Surrey. Il matrimonio di John non diede eredi e per questo Alice venne nominata erede del contado di famiglia.
Nel 1305 ella andò in moglie a Edmund FitzAlan, IX conte di Arundel, figlio di Richard FitzAlan, VIII conte di Arundel e Alice di Saluzzo, la loro unione si dimostrò prolifica e i due ebbero nove figli.
Suo marito aveva ereditato il titolo alla morte del padre avvenuta il 9 marzo 1302 e venne quindi chiamato a far parte del Parlamento del 1306 e fu in seguito uno di coloro che promosse le Ordinanze del 1311 e prese anche parte alle guerre contro gli scozzesi. Edmund e suo cognato John furono tra i pochi nobili a rimanere fedeli a Edoardo II d'Inghilterra dopo che sua moglie Isabella di Francia e il suo amante Ruggero Mortimer, I conte di March tornarono in Inghilterra nel 1326. Edmondo era alleato con uno dei favoriti del re, Hugh le Despenser, I conte di Winchester tanto che aveva acconsentito a che suo figlio maggiore ne sposasse la nipote. Alla famiglia Arundel erano stati donati diversi dei possedimenti che la corona aveva confiscato ai Mortimer, nel 1322 Edmund venne nominato Giudice del Galles e guardiano delle Marche gallesi nel 1325, venne anche nominato conestabile del castello di Montgomery che divenne la residenza di famiglia.
Edmund venne catturato nello Shropshire dalle truppe fedeli alla regina e il 17 novembre 1326 venne decapitato per volere di Isabella lasciando Alice vedova e senza proprietà visto che vennero confiscate dalla corona e solo più tardi vennero restituiti al suo figlio maggiore.
Alice morì il 23 maggio 1338 e quando, nel 1347, anche suo fratello morì senza eredi il titolo di conte del Surrey andò a suo figlio maggiore.

## I figli
- Richard FitzAlan, X conte di Arundel, sposò in prime nozze Isabel le Despenser, ottenuto l'annullamento delle prime nozze si ammogliò con Eleonora di Lancaster
- Edward FitzAlan (1308-1398)
- Alice FitzAlan (1310), sposò John de Bohun, V conte di Hereford
- Joan FitzAlan (1312)
- Aline FitzAlan (1314-1386)
- John FitzAlan (1315)
- Catherine FitzAlan (muore 1376)
- Elizabeth FitzAlan (1320-1389), sposò William Latimer
- Eleanor FitzAlan

## Ascendenza
|                                         |                                  |                                     | Genitori                                   |  |  | Nonni |  |  | Bisnonni             |  |  | Trisnonni          |  |
|                                         |                                  |                                     |                                            |  |  |       |  |  | Guglielmo di Warenne |  |  | Hamelin de Warenne |  |
|                                         |                                  |                                     |                                            |  |  |       |  |  | Guglielmo di Warenne |  |  | Hamelin de Warenne |  |
|                                         |                                  | Isabella de Warenne                 |                                            |  |  |       |  |  | Guglielmo di Warenne |  |  |                    |  |
| Giovanni de Warenne, VI conte di Surrey |                                  |                                     |                                            |  |  |       |  |  | Guglielmo di Warenne |  |  |                    |  |
|                                         |                                  | Matilde Marshal                     | Guglielmo il Maresciallo                   |  |  |       |  |  |                      |  |  |                    |  |
|                                         |                                  | Matilde Marshal                     | Guglielmo il Maresciallo                   |  |  |       |  |  |                      |  |  |                    |  |
|                                         |                                  | Matilde Marshal                     | Isabella di Clare, IV contessa di Pembroke |  |  |       |  |  |                      |  |  |                    |  |
| William de Warenne                      |                                  | Matilde Marshal                     |                                            |  |  |       |  |  |                      |  |  |                    |  |
|                                         |                                  | Ugo X di Lusignano                  | Ugo IX di Lusignano                        |  |  |       |  |  |                      |  |  |                    |  |
|                                         |                                  | Ugo X di Lusignano                  | Ugo IX di Lusignano                        |  |  |       |  |  |                      |  |  |                    |  |
|                                         |                                  | Ugo X di Lusignano                  | Agathe de Preuilly                         |  |  |       |  |  |                      |  |  |                    |  |
| Alice di Lusignano                      |                                  | Ugo X di Lusignano                  |                                            |  |  |       |  |  |                      |  |  |                    |  |
|                                         |                                  | Isabella d'Angoulême                | Ademaro III d'Angoulême                    |  |  |       |  |  |                      |  |  |                    |  |
|                                         |                                  | Isabella d'Angoulême                | Ademaro III d'Angoulême                    |  |  |       |  |  |                      |  |  |                    |  |
|                                         |                                  | Isabella d'Angoulême                | Alice di Courtenay                         |  |  |       |  |  |                      |  |  |                    |  |
| Alice de Warenne                        |                                  | Isabella d'Angoulême                |                                            |  |  |       |  |  |                      |  |  |                    |  |
|                                         | Hugh de Vere, IV conte di Oxford | Robert de Vere, III conte di Oxford |                                            |  |  |       |  |  |                      |  |  |                    |  |
|                                         | Hugh de Vere, IV conte di Oxford | Robert de Vere, III conte di Oxford |                                            |  |  |       |  |  |                      |  |  |                    |  |
|                                         | Hugh de Vere, IV conte di Oxford | Isabel de Bolebec                   |                                            |  |  |       |  |  |                      |  |  |                    |  |
| Robert de Vere, V conte di Oxford       | Hugh de Vere, IV conte di Oxford |                                     |                                            |  |  |       |  |  |                      |  |  |                    |  |
|                                         |                                  | Hawise de Quincy                    | Saer de Quincy                             |  |  |       |  |  |                      |  |  |                    |  |
|                                         |                                  | Hawise de Quincy                    | Saer de Quincy                             |  |  |       |  |  |                      |  |  |                    |  |
|                                         |                                  | Hawise de Quincy                    | Margaret de Beaumont                       |  |  |       |  |  |                      |  |  |                    |  |
| Joan de Vere                            |                                  | Hawise de Quincy                    |                                            |  |  |       |  |  |                      |  |  |                    |  |
|                                         |                                  | Gilbert de Sanford                  | John de Sanford                            |  |  |       |  |  |                      |  |  |                    |  |
|                                         |                                  | Gilbert de Sanford                  | John de Sanford                            |  |  |       |  |  |                      |  |  |                    |  |
|                                         |                                  | Gilbert de Sanford                  | Alice Basset                               |  |  |       |  |  |                      |  |  |                    |  |
| Alice de Sanford                        |                                  | Gilbert de Sanford                  |                                            |  |  |       |  |  |                      |  |  |                    |  |
|                                         |                                  | Loretta la Zouche                   | Roger la Zouche, Sceriffo del Devonshire   |  |  |       |  |  |                      |  |  |                    |  |
|                                         |                                  | Loretta la Zouche                   | Roger la Zouche, Sceriffo del Devonshire   |  |  |       |  |  |                      |  |  |                    |  |
|                                         |                                  | Loretta la Zouche                   | Margaret Biset                             |  |  |       |  |  |                      |  |  |                    |  |
|                                         |                                  | Loretta la Zouche                   |                                            |  |  |       |  |  |                      |  |  |                    |  |